# Kardjali
Pour les autres significations, voir Kardjali (oblast) et Kardjali (obchtina).
Kardjali (ˈkɤrdʒɐli, en bulgare : Кърджали, translittération internationale Kǎrdžali, en turc: Kırcaali, en grec : Κάρντζαλι) est une ville de Bulgarie méridionale, située dans les monts Rhodopes. Elle est la capitale administrative de l'oblast de Kardjali et le centre de l'obština de Kărdžali.

## Géographie

### Géographie physique
La ville de Kărdžali est située au cœur des Rhodopes orientales, sur les deux rives de l'Arda. Elle est située à 259 km de Sofia, à 100 km de Plovdiv, à 50 km de la ville de Haskovo. La ville antique de Perperikon se trouve à environ 15 km du centre de la ville. Le corridor paneuropéen n° 9 (Helsinki-Moscou-Alexandroúpoli) passe par la ville, puis emprunte la col de Makaza vers la Grèce. Le nouvel embranchement vers Komotiní, qui devrait être achevé fin 2009, va réduire la distance jusqu’à la frontière grecque à 57 km.
Sur la géographie de la région, voir l’article obština de Kărdžali.

## Population

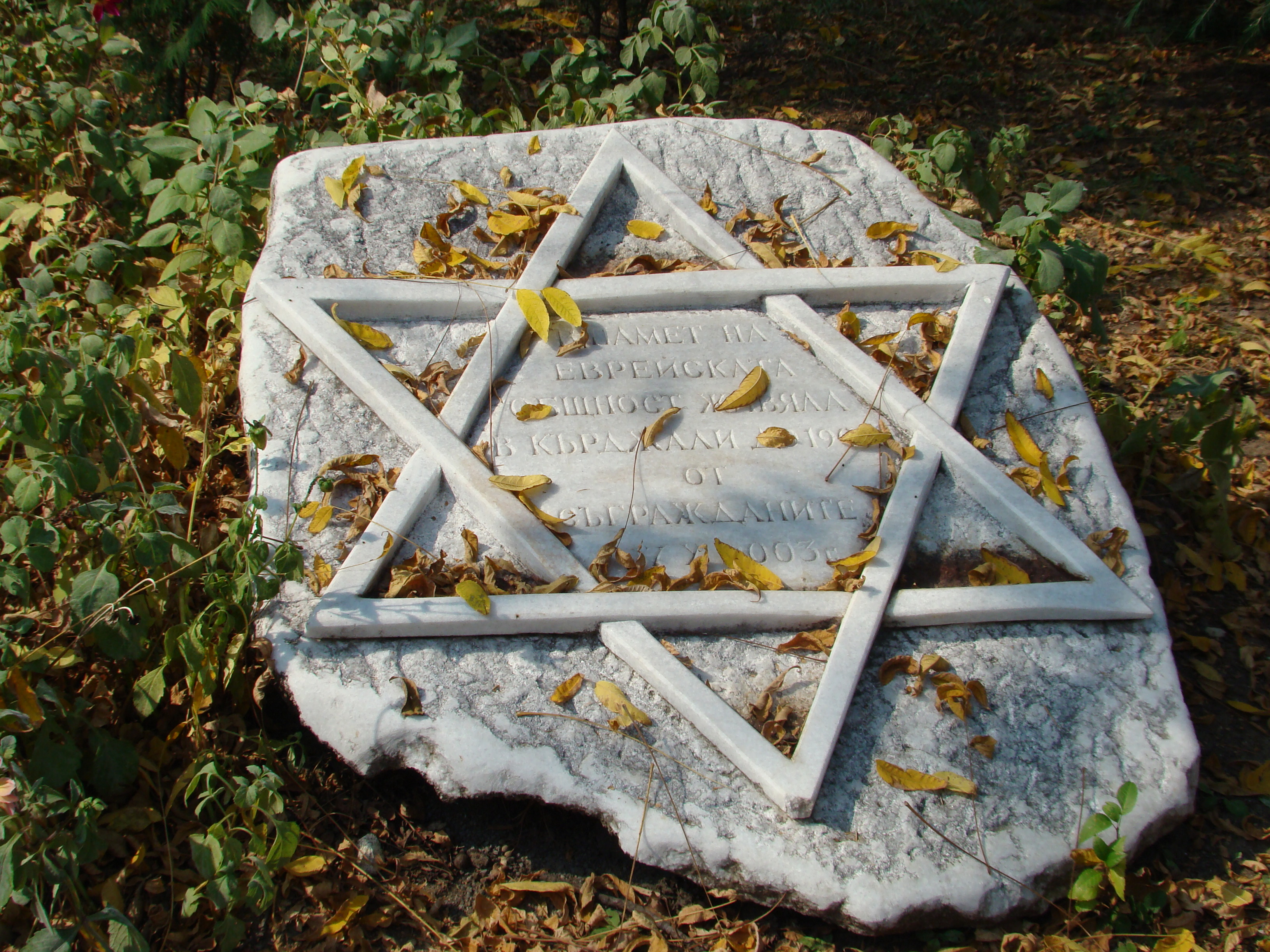
Mémorial en souvenir de la communauté juive de Kărdžali

Selon le dernier recensement (2001), l’obština de Kărdžali, qui comprend 117 localités outre la ville, avait une population de 69 830 habitants, 45 729 d’entre eux demeurant dans la ville elle-même , qui était ainsi la 25e ville de Bulgarie par sa population. Pour l’année 2009, l’estimation de la Direction générale de l’enregistrement des citoyens et des services administratifs indique 121 531 habitants pour l’obština et 51 000 habitants dans la ville en 2008. Cependant, on peut douter de l’exactitude de ces chiffres, fondés sur l’enregistrement des habitants pour des « adresses permanentes » et « adresses courantes ».
Jusqu’en 1913, la quasi-totalité de la population de la ville étaient des Turcs.
À la suite des guerres balkaniques et des « échanges de population » qu’elles déclenchèrent, de nombreux Bulgares réfugiés de Thrace occidentale et orientale ainsi que des populations Rom s’installèrent à Kărdžali. De nombreux Turcs émigrèrent vers l’Empire ottoman après le rattachement du territoire à la Bulgarie. Entre 1913 et 1989, cette émigration turque perdura et s'accentua même sous l'ère Jivkov où des politiques assimilationistes et discriminatoires visait particulièrement les Turcs. Des Bulgares provenant d’autres parties du pays ou des réfugiés issus des territoires de Thrace devenus tout à coup Grecs s’installèrent également dans la ville. L’émigration des Bulgaro-Turcs fut en effet particulièrement importante en 1989, cette année marquera le point culminant de ce que la propagande d’État appela le « processus de régénération nationale » (văzroditelen proces) : plus de 300 000 Bulgaro-Turcs quittèrent la Bulgarie pour émigrer en Turquie.
Après 1990, la dégradation des conditions économiques qui sévit en Bulgarie frappa durement la région, et la période dite de « transition » après la chute du régime communiste vit partir de nombreuses familles bulgares vers des régions plus prospères du pays, notamment vers la capitale, ou encore vers l’étranger. Une partie importante de la population turque opta également pour l’émigration vers la Turquie.
Dans l’oblast de Kărdžali, la majorité des habitants (61,6 %) se considéraient lors du recensement de 2001 comme Turcs, soit 101 116 personnes : il s’agit de la plus importante concentration de population turque en Bulgarie, environ un septième des 746 664 personnes ayant déclaré appartenir à cette ethnie en 2001. En 2003, la population de l’obština était, selon les chiffres de son administration, composée de 62 % de Turcs, 31 % de Bulgares, 1 % de Roms, 3 % des habitants déclarant appartenir à d’autres groupes ethniques et 3 % également refusant de déclarer une appartenance. Ces chiffres sont à considérer avec prudence, notamment à cause du fait que de nombreux Roms se considèrent comme Turcs ou comme Bulgares. On ne dispose pas de chiffres de ce type pour la population de la ville proprement dite, même si ses habitants considèrent en général que le nombre de Turcs et de Bulgares y est sensiblement égal. Les relations entre les deux principaux groupes de la population sont assez apaisées, mais cela n’a pas toujours été le cas. À la fin du régime communiste, des manifestations ont eu lieu à Kărdžali protestant contre l’abrogation des lois répressives adoptées sous Todor Jivkov à l’encontre des Bulgaro-Turcs et de la langue turque. Une revendication récurrente des Bulgaro-Turcs est l’amélioration de l’offre d’enseignement en turc.
| 1880 | 1887 | 1910 | 1934  | 1946   | 1956   | 1965   | 1975   | 1985   |
| ---- | ---- | ---- | ----- | ------ | ------ | ------ | ------ | ------ |
| -    | -    | -    | 9 075 | 12 069 | 23 243 | 35 541 | 48 505 | 55 112 |

| 1992   | 2001   | 2011   | 2021   | 2022   | - | - | - | - |
| ------ | ------ | ------ | ------ | ------ | - | - | - | - |
| 45 793 | 45 659 | 43 785 | 44 071 | 40 937 | - | - | - | - |

## Histoire
Pendant trois millénaires, Kărdžali a été un carrefour de civilisations, où se sont succédé les civilisations thrace, grecque, romaine, puis byzantine, bulgare et ottomane.
On suppose que les premiers habitants de cette région furent les Thraces. Au VIe siècle, les Slaves et les Protobulgares s’installèrent sur le cours moyen de l’Arda. La ville resta cependant sous la domination de l’Empire byzantin même après la création du premier royaume bulgare en 681. Ce n’est que sous le règne du tsar bulgare Siméon Ier de Bulgarie qu’elle fut intégrée à l’État bulgare. Un village fut probablement fondé sur l’emplacement de la ville actuelle au XIe siècle. À l’époque byzantine, la ville fut le centre de l’éparchie chrétienne d’Achridos. Le monastère Saint-Jean-Baptiste (en bulgare Йоан Продром, « Joan Prodrom » ou Йоан Предтеча, Joan Predteča, « saint Jean le précurseur ») fut construit du VIe au VIIe siècle.
À cause de sa situation stratégique, la région des Rhodopes orientales a été longtemps disputée entre Byzantins et Bulgares. Un personnage légendaire du XIVe siècle, Momčil vojvoda (Momčil le voïvode, également appelé dans les épopées Momčil junak, « Momčil le héros »), qui défendit la population locale face aux attaques des féodaux bulgares et byzantins. Le nom bulgare, utilisé jusqu’au XVIIe siècle, était initialement Žerkovo. Le nom actuel serait dérivé de celui du conquérant ottoman de la région au XIVe siècle, Kırca Ali. La conquête conduisit à l’émigration de nombreux Bulgares, qui s’installèrent souvent dans des lieux reculés des Rhodopes. Les populations restantes furent très largement assimilées, et une bonne partie d’entre elles se convertit à l’islam. De nombreux Turcs s’installèrent également sur place. À la suite de la guerre russo-turque de 1877-1878 et du traité de Berlin de 1878, la ville fut intégrée à la province autonome de Roumélie orientale, nominalement sous domination ottomane. Au moment de l’unification de la principauté de Bulgarie et de la Roumélie orientale en 1885, la région de Kărdžali fut cédée à l’Empire ottoman, qui l’intégra au sandjak de Gümülcine, entité administrative du vilayet d’Edirne. La domination ottomane prit fin au cours de la Première Guerre balkanique (1912-1913) : la ville fut prise par les troupes du général Vasil Delov le 21 octobre 1912. Ce jour est commémoré depuis 1937 sous forme de fête locale. Un monument aux libérateurs, dans le centre de la ville, rappelle cet épisode historique. La ville a été déclarée capitale d’oblast sous le régime communiste, en 1949.

## Vie politique

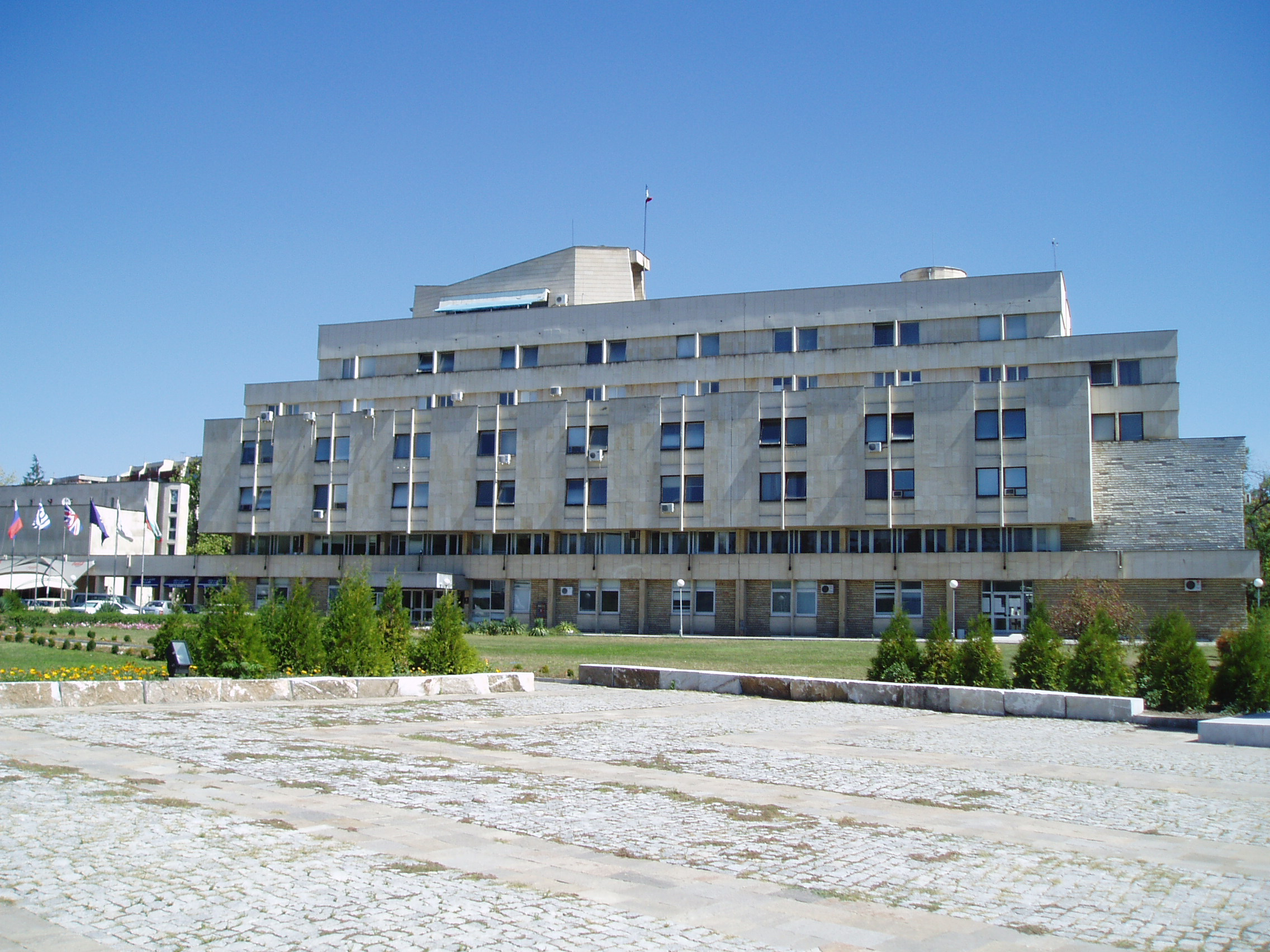
Bâtiment de l’obština de Kărdžali. Sa forme et sa couleur lui valent le surnom de « paquebot blanc ».

Les institutions politiques de l’oblast et de l’obština sont cependant largement dominées par la population turque, représentée par le Mouvement des droits et des libertés (Dviženie za prava i svobodi, DPS), parti qui représente sur l’échiquier politique bulgare la minorité turque et plus généralement musulmane : la région de Kărdžali est depuis sa création son plus fort bastion. L’oblast de Kărdžali est représenté à l’Assemblée Nationale bulgare par 5 députés. Lors des élections législatives de 2005, le DPS a obtenu 65,32 % des voix dans l’oblast et a remporté la totalité des 5 mandats,, ce qui constitue de très loin son meilleur score régional. Le DPS gouverne la ville de Kărdžali depuis 2003, date d’élection de l’actuel maire Hasan Azis. Lors des élections locales de 2007, Hasan Azis a été réélu dès le premier tour avec 61,85 % des voix.

## Religions
La population de la ville de Kărdžali est composée aujourd’hui d’un nombre à peu près égal d’habitants de tradition chrétienne et musulmane (pour la plupart sunnites). La plus importante communauté chrétienne est constituée par les orthodoxes. On trouve également une communauté pentecôtiste et une communauté baptiste. L’islam, la religion la plus répandue dans l’oblast, est pratiquée par les Turcs, les Pomaks et par une partie de la population Rom. Il n’existe plus de communauté juive à Kărdžali : comme dans beaucoup d’endroits de Bulgarie, la communauté juive, sauvée pendant la Seconde Guerre mondiale, a émigré en Israël au début de la période communiste. Lors du recensement de 2001, une seule personne a déclaré appartenir au « groupe ethnique » juif dans tout l’oblast de Kărdžali.

## Économie

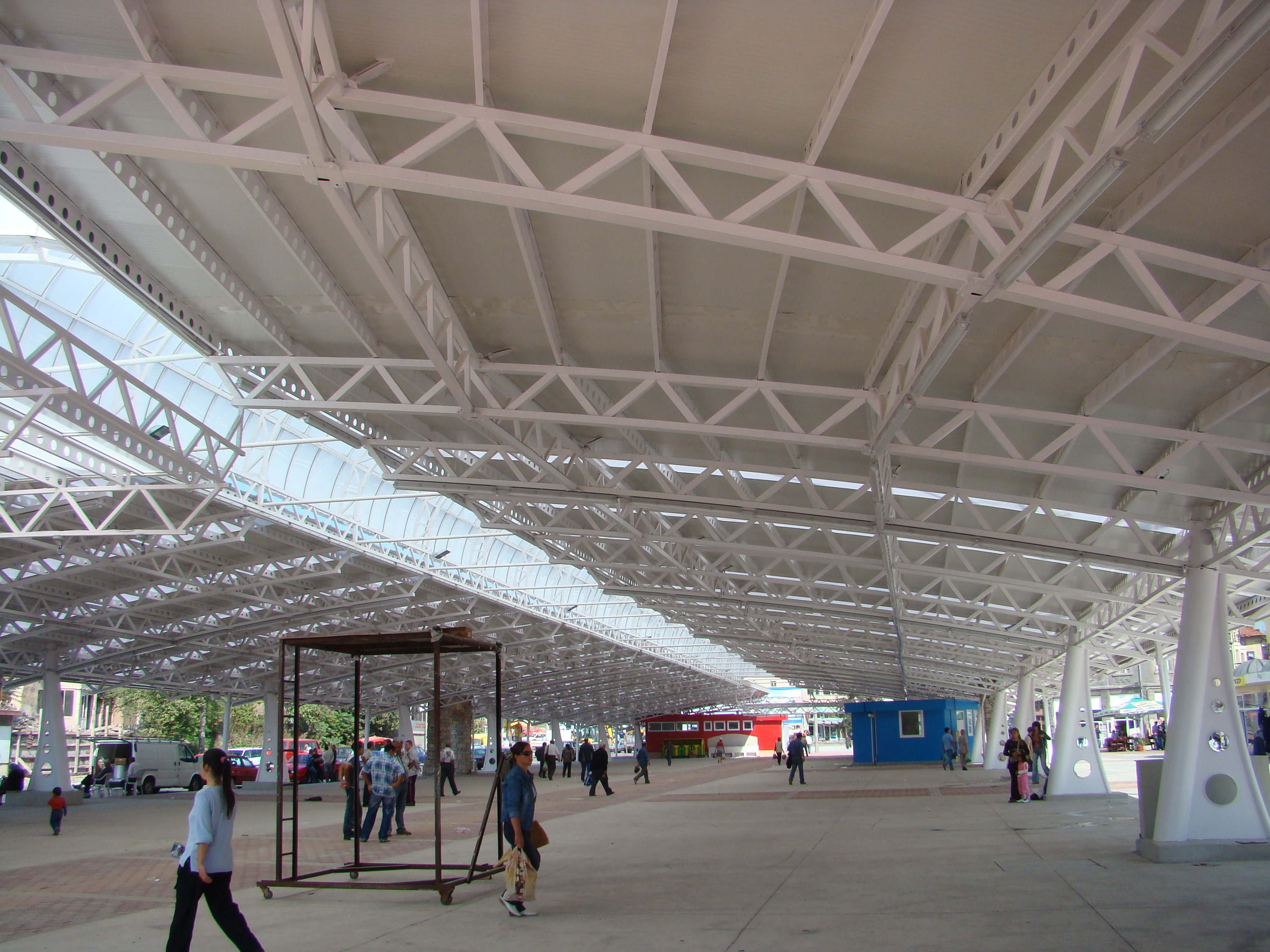
Nouveau marché de Kărdžali

Kărdžali est certes la ville la plus développée des Rhodopes orientales, mais cette région est sinistrée sur le plan économique : comme souvent dans les régions rurales bulgares, beaucoup d’activités traditionnelles disparaissent sans être remplacées par de nouvelles. L’activité traditionnelle la plus importante de la région était la production et la transformation du tabac, mais beaucoup d’usines ont fermé dans ce secteur depuis la fin de l’ère communiste. La holding Bulgartabak s’apprête à vendre 90 % des actions de sa filiale Kărdžali – Tabak AD. L’importance des gisements métallifères (notamment plomb et zinc) dans la région font de la ville un lieu d’implantation attractif pour les industries métallurgique et de construction mécanique. Les services et le commerce constituent aujourd’hui le secteur économique le plus important de la ville. Le développement du tourisme pourrait être créateur d’emplois dans les années à venir.

## Institutions culturelles

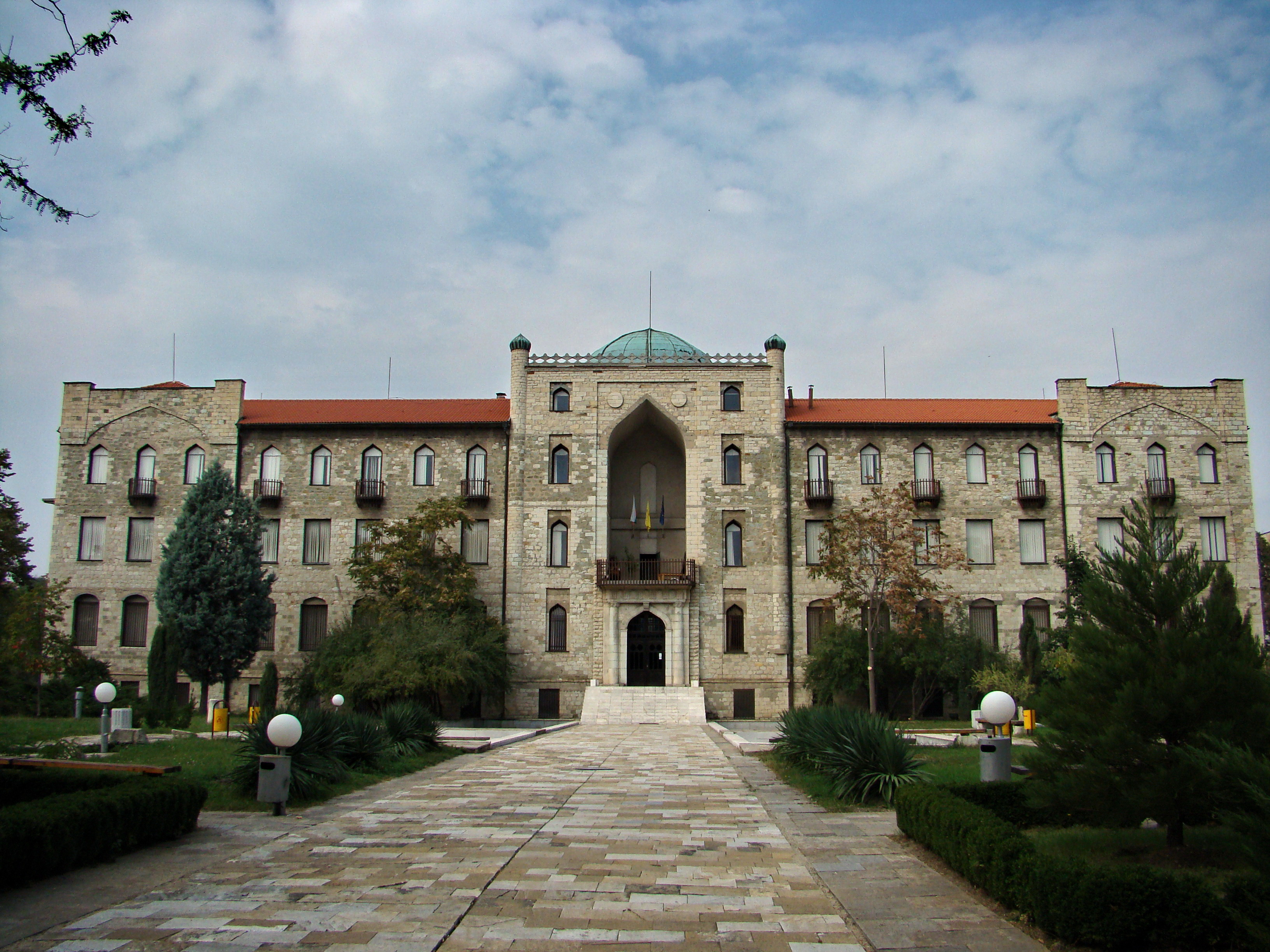
Musée historique régional de Kărdžali

La ville de Kărdžali dispose de deux čitališta (bibliothèques et maisons de la culture) : la čitalište Jumer Ljutfi (s’adressant surtout aux turcophones, elle a été créée en 1940 et porte depuis 1946 le nom d’un citoyen de la ville mort pendant la Seconde Guerre mondiale - fermée en 1960 par le pouvoir communiste dans le cadre des mesures antiturques, elle a été rouverte en 1993), ainsi que la čitalište Obedinenie (« Unité », s’adressant surtout aux bulgarophones), créée en 1913.
En outre, la ville a deux théâtres : le Théâtre dramatique et de marionnettes Dimităr Dimov, fondé en 1960, et le Théâtre dramatique et musical d’État Kadrie Ljatifova, fondé en 2003 et portant le nom d’une chanteuse bulgaro-turque.
Outre une galerie d’art consacrée à l’art ancien et contemporain, Kărdžali a un musée archéologique renommé : le Musée historique régional. Fondé en 1965, il est l’un des plus importants musées de Bulgarie méridionale (environ 30 000 objets exposés). On y trouve notamment des objets issus des sites thraces de Perperikon et Tatul. Le musée présente le développement historique des Rhodopes orientales du VIe millénaire avant notre ère jusqu’à nos jours, et ceci en trois sections : archéologie, nature et ethnographie. Le bâtiment du musée a été construit au début des années 1920 dans un style néo-mauresque, d'après des plans de l'architecture russe Aleksander Pomerancev (1849-1918, à qui l'on doit notamment la Cathédrale Alexandre-Nevski de Sofia et le GUM de Moscou) pour héberger une école musulmane (en turc medrese) qui ne vit jamais le jour. Son architecture intérieure a été adaptée à sa nouvelle fonction dans les années 1980-1983.

## Enseignement
Il y a à Kărdžali deux établissements d’enseignement supérieur : le Collège des mines (Kolež po minno delo), antenne de l’Université des mines et de géologie saint Jean de Rila de Sofia, qui propose des diplômes de licence professionnelle (profesionalen bakalavăr, anciennement specialist, d’une durée de trois ans) dans quatre spécialités : informatique appliquée aux techniques d’information et de gestion ; exploitation des minerais ; enrichissement et recyclage des matières premières ; techniques informatiques appliquées à l’ingénierie. D’autre part, l’antenne Ljuben Karavelov de l’Université de Plovdiv Paisij Hilendarski, qui a succédé en 1996 à un institut pédagogique du même nom, propose des formations d’enseignant dans différentes matières et des licences dans cinq spécialités.
L’enseignement secondaire est dispensé à Kărdžali dans 11 établissements : le lycée à enseignement en langues étrangères (GPČE/ГПЧЕ) Hristo Botev, le lycée professionnel économique (PGI/ПГИ) Aleko Konstantinov, les lycées (Écoles d’enseignement secondaire, СОУ/SOU) Vladimir Dimitrov-majstora, Sveti Kliment Ohridski (saint Clément d’Ohrid), P. R. Slavejkov, Jordan Jovkov et Otec Paisij, (spécialisé dans les sciences exactes), enfin les lycées professionnels suivants : le lycée d’habillement et de design Evridika (Eurydice), le lycée d’électrotechnique et d’électronique Kapitan Petko vojvoda, le lycée de génie civil Hristo Smirnenski et le lycée Vasil Levski (préparant plus particulièrement aux métiers de la mécanique, de la métallurgie et de la mine) .

## Curiosités touristiques
Kărdžali figure sur la liste des 100 objets touristiques nationaux, initiative de l’Union touristique bulgare (BTS), et ceci pour le Musée historique régional et le complexe monastique Saint-Jean Baptiste (Sveti Joan Prodrom/Predčeta) et est ainsi le seul lieu de l’obština de Kărdžali à figurer sur cette liste.
- Complexe monastique Saint-Jean Baptiste (Sveti Joan Prodrom/Predčeta, « saint Jean le précurseur ») : construit du VIe au VIIe siècle. Ses ruines ont été découvertes dans les années 1930. De nouvelles parties ont été découvertes en 1962. La restauration, dirigée par les archéologues Nikolaj Ovčarov et Danjela Kadžamanova a commencé en 1998 et s’est achevée en 2000. Des vêtements épiscopaux byzantins, dont un épitrachélion (du grec ἐπιτραχήλιον, « étole ») particulièrement précieux, y ont été trouvés.
- Complexe monastique de l’Assomption[31] constitue un autre centre chrétien de la région. Il a été restauré par le pope Bojan Sarăev [32]. Il contient une relique supposée provenir de la Vraie Croix, apparemment trouvée sur le site de Perperikon.
- Le beffroi de l'hôtel de ville de Kărdžali est une attraction unique en Bulgarie : son carillon fait entendre l'air d'un chant révolutionnaire bulgare différent à chaque heure.
- Près de Kărdžali se trouvent les sites de Perperikon et Tatul et d’autres sites thraces, ainsi que de nombreuses forteresses byzantines.
- Sur les sites archéologiques et naturels de la région de Kărdžali, cf. l'article obština de Kărdžali.
- La grotte d'Utroba, sanctuaire thrace, sculpté autour du IXe ou Xe siècle av. J.-C.

## Événements
La fête de la ville est célébrée le 21 octobre. C’est à cette date qu’en 1912, pendant la Première Guerre balkanique, la ville fut rattachée au territoire du royaume de Bulgarie, ce qui mit fin à la domination ottomane dans la région. Comme on suppose que la ville a été prise par les troupes bulgares à midi, le carillon du beffroi de l’hôtel de ville joue l’air du chant patriotique Velik e našijat vojnik (Велик е нашият войник, Grand est notre soldat) de Konstantin Georgiev (pourtant composé en 1916 seulement), avant de frapper les douze coups de midi.

## Personnalités nées à Kărdžali
- Mehmet Talaat Pacha (1872–1921), homme politique ottoman, l’un des chefs du mouvement des Jeunes-Turcs, responsable du génocide arménien
- Tahsin Özgüç (1916–2005), archéologue turc
- Paraskeva Simova (née en 1920), physicienne bulgare
- David Ovadija (1923-1995), poète et militant antifasciste bulgare
- Georgi Georgiev (1930-1980), navigateur bulgare
- Tanja Gogova, championne bulgare de volleyball
- Ivo Papazov (né en 1952), clarinettiste bulgare
- Angel Najdenov (né en 1958), homme politique bulgare, porte-parole du Conseil suprême du Parti socialiste bulgare
- Enver Türkileri, entraîneur de l’équipe turque d’haltérophilie
- Georgi Iljev-Gundi, athlète bulgare
- Mjumjun Kašmer (né en 1962), footballeur et homme d’affaires bulgare
- Šibil Pejčev (né en 1965), footballeur bulgare
- Marjan Dimitrov (né en 1973), champion bulgare d’aviron
- Halil Mutlu (né en 1973) champion du monde et champion olympique turc d’haltérophilie
- Ivan Tončev (né en 1973), footballeur bulgare
- Todor Simeonov (né en 1976), footballeur bulgare
- Taner Sağır (né en 1985), champion du monde et champion olympique turc d’haltérophilie.

## Jumelages
- Vladikavkaz (Russie) depuis 1965 [33]
- Komotiní (Grèce) depuis 1997
- East Staffordshire (Royaume-Uni) depuis 2001
- Elkhart (États-Unis) depuis 2002
- Philippes (Grèce) depuis 2002
- Tekirdağ (Turquie) depuis 2003
- Souflí (Grèce) depuis 2003
- Vladimir (Russie) depuis 2004
- Gaziosmanpaşa (Turquie) depuis 2003[34].